# 佐藤啓 (アナウンサー)
佐藤 啓（さとう はじめ、1962年7月20日 - ）は、日本のフリーアナウンサー、元中京テレビ放送のアナウンサー。愛知県名古屋市出身。血液型O型。
スキンヘッドが特徴。

## 来歴
名古屋市立高坂小学校、名古屋市立久方中学校、愛知県立昭和高等学校を経て南山大学在学時、中京テレビのローカル番組『5時SATマガジン』にどんな出来事や状況も実況するリポーターとして出演していた。
同大学文学部教育学科を卒業後、千代田火災海上保険に入社したが、中学時代から抱き続けていた実況アナウンサーになる夢を諦めきれず、1990年5月に中京テレビに中途採用で入社した。同期に同局アナウンサーの恩田千佐子と元同局アナウンサーの石田史枝がいるが、どちらも新卒入社であるため、異業種からの転職者である佐藤とはかなりの年齢差がある。
中京テレビへの入社以来、プロレス中継では実況を、プロ野球中継では中日ドラゴンズサイドのリポーターを主に務めていた。愛知県下で行われる全日本プロレスやプロレスリング・ノア、ボクシングなどの試合ではもちろんのこと、他の地方で行われる試合においても日本テレビ系列局各局から声が掛かるため、出張という形で実況やリポートに携わることがある。近年では2014年2月22日のプロレスリング・ノアディファ有明大会（日テレG+にて2月28日放送）において、2月22日にFUJI XEROX SUPER CUP、2月23日に東京マラソン、両日に読売ジャイアンツのオープン戦と日テレ系のスポーツ中継が立て込んだため、実況アナウンサーとして参加している。
スポーツ中継のほか、入社翌年4月から 2001年9月まで日本テレビ系全国ネット番組『ズームイン!!朝!』で東海地区キャスターを務めていた。同番組の「プロ野球いれコミ情報」のコーナー出演時には苗字になぞらえた背番号「310」が入った衣装を着用し、また、当初はカツラを着用していたのを、途中から頭髪を全て剃り上げた状態で出演するようになった。同番組の終了後も『ズームイン!!SUPER』で引き続きキャスターを務めたが、この番組においては「佐藤啓の日本不思議紀行」という冠コーナーを与えられていた。過去に3度放送された同番組の絶叫コースター特番では、日本担当のリポーターとして出演していた。
2010年6月22日付でアナウンス部の部長に就任し、2015年6月23日付で退任。その後は現場業務中心の専門職を務めている。
2022年12月31日を以て定年退職したが、再雇用で2023年も番組出演を継続。
2023年12月末をもって中京テレビを退社しフリーになることを、中京テレビHP内のアナウンサーブログで発表した。

## 人物
また旧制京都府立第二中学校（現在の京都府立鳥羽高等学校）が第1回全国中等学校優勝野球大会で優勝した際、決勝戦となった旧制秋田県立秋田中学校（現在の秋田県立秋田高等学校）戦で延長13回にサヨナラ勝ちで優勝を決めた際にホームインして得点を挙げたランナーは佐藤の大伯父（母方の祖母の兄）に当たるとのことである。
1994年に結婚しており、当時、『ズームイン!!朝!』で読売テレビアナウンサーで中継キャスターだった森たけしも披露宴に出席している。また、札幌テレビ元アナウンサーで中継キャスターだった森中慎也（現日本大学教授）、当時、タレントで関東地区レポーターとして出演していた堀敏彦（テレビ新潟アナウンサーを経て、現フリー）とも交友関係がある。
元福岡ソフトバンクホークス監督・工藤公康は名古屋市立高坂小学校・名古屋市立久方中学校の1年後輩に当たる。
2020年に母校の南山大学の前身である名古屋外国語専門学校からプロ野球の高橋ユニオンズへ入団した滝良彦の生涯を評伝としてまとめた『無名の開幕投手』（桜山社）を出版した。

## 現在の担当番組
- Fun!BASEBALL!! （中日ドラゴンズベンチリポーター） - 『劇空間プロ野球』時代から担当。アナウンス部長就任以後は部下である吉田太一と2012年6月までアナウンス部に在籍していた尾原秀三に任せ、自身の出演を減らしていた。
- その他のスポーツ中継（プロレス・バレーボールなど）
- ピカイチ名古屋チャンネル（YouTubeの番組） - 局アナ時代の2022年3月に初出演を果たすが、この時は別の映像媒体への露出ということもあり、プロ野球『巨人×中日』の開幕3連戦の放送告知をさせてもらうことが出演条件だった。フリーになって以降は2024年1月からMCを担当する機会が増えている。

## 過去の担当番組

### 学生時代
- 5時SATマガジン（リポーター）

### 中京テレビ
- ラジオDEごめん（月曜深夜）
- ズームイン!!朝! （1991年4月 - 2001年9月、東海地区キャスター）
- SPORTS STADIUM （2000年10月 - 2009年9月、進行役）
- ズームイン!!SUPER （2001年10月 - 2011年3月、東海地区キャスター）
- 少年チャンプル（実況担当）
- アンデュ（「クイズ北陽ウォーカー」担当）
- 特報!EXPOプレス（吉田太一休暇中の代理出演）
- バリューナイトフィーバー（2005年5月14日、「街角プロレス」実況担当）
- 中京テレビNEWSリアルタイム（ナレーター・不定期出演）
- 民放5局史上最大のコラボレーション!地デジ夏祭り2006 全部見せます!ナゴヤのテレビ“過去”“現在”そして“未来”
- 情報ライブ ミヤネ屋（「トラトラR」出演） - 中日ドラゴンズ関連の話題を取り上げる際に登場[注 5]。
- あなたに逢いたくて… 〜中京テレビが見つめる7つのエリア〜（ナレーター・リポーター）
- NAGOYA-DAGAYA（エピソードを紹介する紙芝居屋役）
- 翔べ!工業高校マーチングバンド部〜泣き虫先生が僕らに教えてくれたこと〜（2020年4月4日、中京テレビ） - ほていや 店主役
- オードリーさん、ぜひ会ってほしい人がいるんです。（2021年3月22日、同年5月10日、2023年12月5日、2024年3月25日）[注 6]
- ストライク! （2018年4月2日 - 2023年3月30日、メインMC）

## 著書
- 『無名の開幕投手』（2020年、桜山社）[11]